# Henry Hamilton Johnston
Sir Henry Hamilton Johnston GCMG KCB (Londen, 12 juni 1858 – Worksop, 31 juli 1927), beter gekend als Harry Johnston, was een Brits ontdekkingsreiziger, botanicus, kunstschilder, koloniaal beheerder, diplomaat en linguïst die door grote delen van Afrika heeft gereisd, en vele Afrikaanse talen sprak. Hij publiceerde 40 boeken over Afrikaanse onderwerpen en was een sleutelfiguren in de Wedloop om Afrika die plaats vond aan het eind van de 19e eeuw.

## Okapi
Johnston leverde in 1900 het eerste bewijs van het bestaan van de okapi. Hij zou een aantal pygmeeën uit een circus hebben bevrijd, waarnaar ze hem als dank een okapi lieten zien. Als erkenning kreeg dit dien de wetenschappelijke soortnaam: 'Okapia johnstoni'.
- Biblioteca Nacional de España: XX1325915
- Bibliothèque nationale de France: cb12413588p (data)
- Author citation (botany): H.H.Johnst.
- Stuttgart Database of Scientific Illustrators 1450–1950: 13084
- Gemeinsame Normdatei: 119291134
- International Standard Name Identifier: 0000 0001 0883 5844
- Library of Congress Control Number: n50040315
- Nationale Bibliotheek van Tsjechië: mub20221150737
- Nationale Bibliotheek van Israël: 987007273689305171
- Nederlandse Thesaurus van Auteursnamen: 069575363
- PIC: 391888
- RKD-Nederlands Instituut voor Kunstgeschiedenis: 205354
- Istituto Centrale per il Catalogo Unico: PALV024173
- LIBRIS: 191846
- SNAC: w6gx5903
- Système universitaire de documentation: 081396953
- Trove: 926917
- Union List of Artist Names: 500078004
- Virtual International Authority File: 29621073
- WorldCat: E39PBJv8BPR3yKK47wR6YY9VYP